# 布盧鮑爾 (特拉華州)
布盧鮑爾（英語：Blue Ball）是位於美國特拉華州紐卡斯爾縣的一個非建制地區。該地的面積和人口皆未知。

## 地理
布盧鮑爾的座標為39°46′38″N 75°32′41″W / 39.77722°N 75.54472°W，而該地的平均海拔高度為90米（即295英尺）。